# William Jordan
William Conrad "Bill" Jordan (ur. 25 czerwca 1898 w Cleveland, zm. 13 lipca 1968 w Springfield) – amerykański wojskowy, przedsiębiorca i wioślarz, mistrz olimpijski.
Wystąpił na igrzyskach olimpijskich w Antwerpii w 1920, gdzie reprezentanci USA w składzie: Virgil Jacomini, Edwin Graves, William Jordan, Edward Moore, Alden Sanborn, Donald Johnston, Vincent Gallagher, Clyde King i Sherman Clark (sternik) zdobyli złoty medal w ósemce. W finale o 0,8 sekundy pokonali Brytyjczyków. Był to jego jedyny start olimpijski.
Ukończył United States Naval Academy w 1922, a rok później zrezygnował ze służby i został przedsiębiorcą. Był między innymi prezydentem spółek Curtiss-Wright Corporation i Hughes Aircraft Company.